# Otto Weckerling
Otto Weckerling (Kehnert, 23 ottobre 1910 – Dortmund, 6 maggio 1977) è stato un ciclista su strada tedesco, vincitore nel 1937 di una tappa al Tour de France e del Giro di Germania.
Fu uno dei migliori corridori tedeschi della sua epoca e prese parte a molte importanti competizioni internazionali. Con la nazionale tedesca partecipò a quattro edizioni del Tour de France e a un'edizione dei Campionati del mondo, quella svoltasi a Copenaghen nel 1937.
Dopo il ritiro è stato direttore sportivo della Biclefeld e fu eletto sindaco di Kaehnert nel 1949.

## Palmarès
- 1936 (Dürkopp, una vittoria)

Frankfurt am Main
- 1937 (Dürkopp, Dei, tre vittorie)

1ª tappa Giro di Germania (Berlino > Breslavia)
Classifica generale Giro di Germania
8ª tappa Tour de France (Grenoble > Briançon)
- 1940 (Dürkopp, una vittoria)

3ª tappa Circuito del Norte (Burgos > Vitoria-Gasteiz)
- 1949 (Dürkopp, una vittoria)

3ª tappa Echarpe d'or "Torpedo" (Norimberga > Schweinfurt)

## Piazzamenti

### Grandi Giri
- Tour de France

1935: 42º
1936: fuori tempo massimo (alla 14ª tappa)
1937: 41º
1938: 21º

### Competizioni mondiali
- Campionati del mondo

Copenaghen 1937 - In linea: 8º